# رود یاشچرا
رود یاشچرا (انگلیسی: Yashchera) یک رودخانه در استان لنینگراد کشور روسیه است.